# Manon Houette
Manon Houette (Le Mans, 7 de julho de 1992) é uma handebolista profissional francesa, que atua como goleira, medalhista olímpica.

## Carreira
Manon Houette fez parte do elenco medalha de prata na Rio 2016.